# Margaret Caine
Margaret Caine (nombre completo: Margaret Ann Nightingale Caine) fue la primera presidenta de la Asociación Nacional pro Sufragio de la Mujer del territorio de Utah, secretaria de la Sociedad de Socorro de Salt Lake, y la auditora elegida de Salt Lake County, Utah, de 1897 a 1898.

## Biografía
Margaret Nightingale Caine nació en Lancashire, Inglaterra, el 8 de diciembre de 1833, de Henry Nightingale y Agnes Leach. Era la sobrina de Florence Nightingale. Su abuela, Mary Leach, fue la segunda persona en ser bautizada en La Iglesia de Jesucristo de los Santos de los Últimos Días en Europa, y sus hijos y nietos pronto la siguieron. La familia de Caine emigró a los Estados Unidos de América en 1841, y luego a Nauvoo (Illinois). Se mudó a Missouri, donde conoció y se casó con John Thomas Caine, con quien tendría 13 hijos. Tras el asesinato de Joseph Smith, fundador de La Iglesia de Jesucristo de los Santos de los Últimos Días, tanto ella como su marido se unieron a la James McGaw Company y emigraron al territorio de Utah junto con muchos otros miembros. Se establecieron en la recién creada Salt Lake City. Su marido, John T. Caine, fue elegido para la Cámara de Representantes de Utah, colocando a la familia dentro de la esfera pública. John fue condenado al ostracismo dentro de la Cámara por su apoyo a la poligamia, que no practicaba, lo que llevó a Caine y a su marido a oponerse a la Ley Edmunds–Tucker de 1887. Caine fue elegida unánimemente presidente de la Asociación Nacional pro Sufragio de la Mujer de Utah en 1889. Murió el 16 de julio de 1911, de «debilidad general», a la edad de 77 años.